# Principi di Valguarnera
I Principi di Valguarnera furono una famiglia nobiliare siciliana, linea principale dei Valguarnera. 
Formatasi nel XVII secolo e derivata dall'antica linea di Conti di Assoro, si estinse in linea maschile verso la seconda metà del XIX secolo e confluì negli Alliata, a cui passarono per successione tutti i suoi titoli.

## Storia
La baronia di Valguarnera fu elevata a rango di principato con Francesco Valguarnera del Carretto, VI conte di Assoro (1592-1635), che per privilegio dato dal re Filippo IV di Spagna il 24 ottobre 1626, esecutoriato il 26 gennaio 1627, ricevette investitura del titolo di I principe di Valguarnera. Fu detto Francesco pretore di Palermo nel 1630-31 e vicario generale del Regno. Sposato con Dorotea Lanza Orteca dei Principi di Trabia, ebbe sei figli, tra cui: Giuseppe, II principe di Valguarnera († 1656), che fu capitano d'armi a Catania (1637), vicario generale di San Filippo d'Agira (1647) e pretore di Palermo (1650-51); Ottavio, da cui ebbe origine il ramo dei Marchesi di Santa Lucia; e Vitale (1617-1676), da cui derivò il ramo cadetto dei Principi di Niscemi e Duchi dell'Arenella. Il Principe Giuseppe, dall'unione con la nobildonna Vittoria Arrighetti ebbe tre figli, cui primogenito fu Francesco, III principe di Valguarnera († 1704), che fu vicario generale della Val Demone (1674), capitano di giustizia di Palermo (1679-80), pretore di Palermo (1685-86), Cavaliere dell'Ordine di Santiago e gentiluomo di Camera del re Carlo II di Spagna. Gli altri figli di Giuseppe furono: Fortunio († 1630), istituito erede da sua cugina Eleonora Ferreri Arrighetti, da cui ereditò il Principato di Sant'Anna, e Giovanni, barone del Pozzo, per due volte senatore di Palermo (1669-70 e 1673-74), e ambedue dalle rispettive unioni non ottennero discendenza maschile.
Francesco Valguarnera Arrighetti, III principe di Valguarnera, sposò la nobildonna Antonia Grifeo Grimaldi, principessa di Gangi ed ultima erede del suo casato, e per mezzo di questa unione i Principi di Valguarnera ottennero il possesso del Principato di Gangi e del Marchesato di Regiovanni. Dall'unione nacque un solo figlio, Giuseppe, che premorì nel 1700, e pertanto gli succedette nei titoli e nei beni il figlio di questi, Francesco Saverio Valguarnera Gravina, IV principe di Valguarnera († 1739), che fu capitano di giustizia in Palermo nel 1711-12, generalissimo della cavalleria, cavaliere dell'Ordine supremo della Santissima Annunziata. Detto Principe Francesco Saverio, dalla sua unione con Agata Branciforte Ventimiglia dei Principi di Butera, ebbe due figlie femmine Marianna (1730-1793) e Stefania, di cui la primogenita sposò il fratello minore Pietro, V principe di Valguarnera († 1779), che fu deputato del Regno (1758), tenente delle guardie del corpo del Re di Sardegna, colonnello, generale di battaglia, gentiluomo di camera di detto Re, Gran croce dell'Ordine dei Santi Maurizio e Lazzaro (1778). Da questa unione nacque un solo figlio, Giuseppe Emanuele. Fratelli dei Principi Francesco e Pietro, furono Emanuele (1691-1770), che fu Gran ciambellano di re Carlo Emanuele III di Savoia, ambasciatore sabaudo a Madrid (1739-43) e Viceré di Sardegna (1748-51), e il monsignor Domenico (1694-1751), vescovo di Cefalù nel 1732.
Giuseppe Emanuele Valguarnera e Valguarnera, VI principe di Valguarnera (1760-1819), fu senatore di Palermo (1782-83), capitano di giustizia (1788-90), rettore dell'ospedale di San Bartolomeo (1796), pretore (1797), gentiluomo di camera e cavaliere dell'Ordine di San Gennaro. Sposò Lucrezia La Grua Talamanca Gioeni dei Principi di Carini, da cui ebbe cinque figli, tra cui il primogenito Pietro, VII principe di Valguarnera (1770-1855), morto celibe e senza eredi con cui si estinse il ramo, a cui succedette nei titoli il nipote Alessandro Alliata Valguarnera, figlio della sorella Agata (1785-1864) e del di lei coniuge Giuseppe, VII principe di Villafranca, investito dei titoli di Principe di Valguarnera e Conte di Assoro con decreto ministeriale del 9 febbraio 1887.

## Titoli
- Principe di Valguarnera
- Principe di Gangi
- Principe di Gravina
- Marchese di Regiovanni
- Conte di Assoro
- Barone della Bozzetta, e del Mercato del Fegotto
- Barone di San Giovanni Galermo
- Signore di Albanuso
- Signore di Artesinella, Canali e Mandra del Piano
- Signore di Gangi
- Signore di Rosetti ed Erbebianche
- Signore di Vicaretto

## Albero genealogico
|                                                  | | |                                                                                         |                                                                  |                                                                                |                                                                                 |                                                                                                  |                                                                                                  | | |                                                                     |                                                           |                                                           |                                     | | |          |          |                                                  |                                                  |                                                     |                                                     |
|                                                  | | |                                                                                         |                                                                  |                                                                                |                                                                                 |                                                                                                  |                                                                                                  | | |                                                                     |                                                           |                                                           |                                     | Francesco, I principe di Valguarnera (1592-1635) Dorotea Lanza Orteca                                                | |          |          |                                                  |                                                  |                                                     |                                                     |
|                                                  | | |                                                                                         |                                                                  |                                                                                |                                                                                 |                                                                                                  |                                                                                                  | | |                                                                     |                                                           |                                                           |                                     | | |          |          |                                                  |                                                  |                                                     |                                                     |
|                                                  | | |                                                                                         |                                                                  |                                                                                |                                                                                 |                                                                                                  |                                                                                                  | | |                                                                     |                                                           |                                                           |                                     | | |          |          |                                                  |                                                  |                                                     |                                                     |
|                                                  | | |                                                                                         |                                                                  |                                                                                |                                                                                 |                                                                                                  |                                                                                                  | Giuseppe, II principe di Valguarnera († 1656) Vittoria Arrighetti Castelnuovo                                | Giuseppe, II principe di Valguarnera († 1656) Vittoria Arrighetti Castelnuovo                                |                                                                     |                                                           | Ottavio Giovanna Santacolomba Denti                       | Ottavio Giovanna Santacolomba Denti | Vitale, II principe di Niscemi (1617-1676) I Elisabetta Beccadelli di Bologna Alliata, II Ippolita Starrabba Trigona | Vitale, II principe di Niscemi (1617-1676) I Elisabetta Beccadelli di Bologna Alliata, II Ippolita Starrabba Trigona | Giovanni | Giovanni | Petronilla Biagio Corvino, principe di Mezzojuso | Petronilla Biagio Corvino, principe di Mezzojuso | Girolama Giovanni Emanuele, principe di Castelnuovo | Girolama Giovanni Emanuele, principe di Castelnuovo |
|                                                  | | |                                                                                         |                                                                  |                                                                                |                                                                                 |                                                                                                  |                                                                                                  | | |                                                                     |                                                           |                                                           |                                     | | |          |          |                                                  |                                                  |                                                     |                                                     |
|                                                  | | |                                                                                         |                                                                  |                                                                                |                                                                                 |                                                                                                  |                                                                                                  | | |                                                                     |                                                           |                                                           |                                     | | |          |          |                                                  |                                                  |                                                     |                                                     |
|                                                  | | |                                                                                         |                                                                  |                                                                                |                                                                                 | Francesco, III principe di Valguarnera († 1704) Antonia Grifeo Grimaldi, IV principessa di Gangi | Francesco, III principe di Valguarnera († 1704) Antonia Grifeo Grimaldi, IV principessa di Gangi | Fortunio, principe di Sant'Anna († 1630) I Pellegrina Grifeo Grimaldi, II Bianca Ludovica Scribani La Farina | Fortunio, principe di Sant'Anna († 1630) I Pellegrina Grifeo Grimaldi, II Bianca Ludovica Scribani La Farina | Giovanni, barone del Pozzo Maria Corvino Prades                     | Giovanni, barone del Pozzo Maria Corvino Prades           | (con discendenza)                                         | (con discendenza)                   | Ramo dei Principi di Niscemi ·                                                                                       | Ramo dei Principi di Niscemi ·                                                                                       |          |          |                                                  |                                                  |                                                     |                                                     |
|                                                  | | |                                                                                         |                                                                  |                                                                                |                                                                                 |                                                                                                  |                                                                                                  | | |                                                                     |                                                           |                                                           |                                     | | |          |          |                                                  |                                                  |                                                     |                                                     |
|                                                  | | |                                                                                         |                                                                  |                                                                                |                                                                                 |                                                                                                  |                                                                                                  | | |                                                                     |                                                           |                                                           |                                     | | |          |          |                                                  |                                                  |                                                     |                                                     |
|                                                  | | |                                                                                         |                                                                  |                                                                                |                                                                                 | Giuseppe, V principe di Gangi († 1700) Anna Maria Gravina e Gravina                              | Giuseppe, V principe di Gangi († 1700) Anna Maria Gravina e Gravina                              | (con discendenza)                                                                                            | (con discendenza)                                                                                            | (con discendenza)                                                   | (con discendenza)                                         |                                                           |                                     | | |          |          |                                                  |                                                  |                                                     |                                                     |
|                                                  | | |                                                                                         |                                                                  |                                                                                |                                                                                 |                                                                                                  |                                                                                                  | | |                                                                     |                                                           |                                                           |                                     | | |          |          |                                                  |                                                  |                                                     |                                                     |
|                                                  | | |                                                                                         |                                                                  |                                                                                |                                                                                 |                                                                                                  |                                                                                                  | | |                                                                     |                                                           |                                                           |                                     | | |          |          |                                                  |                                                  |                                                     |                                                     |
|                                                  | | Francesco Saverio, IV principe di Valguarnera (1689-1739) Agata Branciforte Ventimiglia                | Francesco Saverio, IV principe di Valguarnera (1689-1739) Agata Branciforte Ventimiglia | Emanuele (1691-1770)                                             | Emanuele (1691-1770)                                                           | Pietro, VI principe di Valguarnera (1694-1779) Marianna Valguarnera Branciforte | Pietro, VI principe di Valguarnera (1694-1779) Marianna Valguarnera Branciforte                  | Domenico, vescovo di Cefalù (1697-1751)                                                          | Domenico, vescovo di Cefalù (1697-1751)                                                                      | Giovanni, abate                                                                                              | Giovanni, abate                                                     | Eleonora Giovanni Gioeni Cavaniglia, principe di Petrulla | Eleonora Giovanni Gioeni Cavaniglia, principe di Petrulla |                                     | | |          |          |                                                  |                                                  |                                                     |                                                     |
|                                                  | | |                                                                                         |                                                                  |                                                                                |                                                                                 |                                                                                                  |                                                                                                  | | |                                                                     |                                                           |                                                           |                                     | | |          |          |                                                  |                                                  |                                                     |                                                     |
|                                                  | | |                                                                                         |                                                                  |                                                                                |                                                                                 |                                                                                                  |                                                                                                  | | |                                                                     |                                                           |                                                           |                                     | | |          |          |                                                  |                                                  |                                                     |                                                     |
|                                                  | Marianna, V principessa di Valguarnera (1730-1793) Pietro Valguarnera Gravina, principe di Valguarnera | Marianna, V principessa di Valguarnera (1730-1793) Pietro Valguarnera Gravina, principe di Valguarnera | Stefania Giuseppe Branciforte e Branciforte, principe di Scordia                        | Stefania Giuseppe Branciforte e Branciforte, principe di Scordia | Giuseppe, VII principe di Valguarnera (1760-post 1809) Lucrezia La Grua Gioeni | Giuseppe, VII principe di Valguarnera (1760-post 1809) Lucrezia La Grua Gioeni  | Agata († 1779) Bernardo Montaperto Branciforte dei Principi di Raffadali                         | Agata († 1779) Bernardo Montaperto Branciforte dei Principi di Raffadali                         | | |                                                                     |                                                           |                                                           |                                     | | |          |          |                                                  |                                                  |                                                     |                                                     |
|                                                  | | |                                                                                         |                                                                  |                                                                                |                                                                                 |                                                                                                  |                                                                                                  | | |                                                                     |                                                           |                                                           |                                     | | |          |          |                                                  |                                                  |                                                     |                                                     |
|                                                  | | |                                                                                         |                                                                  |                                                                                |                                                                                 |                                                                                                  |                                                                                                  | | |                                                                     |                                                           |                                                           |                                     | | |          |          |                                                  |                                                  |                                                     |                                                     |
| Pietro, VIII principe di Valguarnera (1770-1855) | Pietro, VIII principe di Valguarnera (1770-1855)                                                       | Girolamo, X principe di Gangi († 1841) Giovanna Alliata Valguarnera                                    | Girolamo, X principe di Gangi († 1841) Giovanna Alliata Valguarnera                     | Francesco Saverio                                                | Francesco Saverio                                                              | Emanuele                                                                        | Emanuele                                                                                         | Antonio                                                                                          | Antonio | Agata (1785-1864) Giuseppe Alliata Moncada, principe di Villafranca                                          | Agata (1785-1864) Giuseppe Alliata Moncada, principe di Villafranca |                                                           |                                                           |                                     | | |          |          |                                                  |                                                  |                                                     |                                                     |